# São Pedro do Sul, Brasilien
São Pedro do Sul är en ort i Brasilien.   Den ligger i kommunen São Pedro do Sul och delstaten Rio Grande do Sul, i den södra delen av landet, 1 700 km söder om huvudstaden Brasília. São Pedro do Sul ligger 185 meter över havet och antalet invånare är 12 137.
Terrängen runt São Pedro do Sul är platt åt sydväst, men åt nordost är den kuperad. Terrängen runt São Pedro do Sul sluttar söderut. Runt São Pedro do Sul är det ganska tätbefolkat, med 72 invånare per kvadratkilometer.. Det finns inga andra samhällen i närheten.
Trakten runt São Pedro do Sul består i huvudsak av gräsmarker.